# Épiblaste

Localisation de l'épiblaste sur un embryon humain représenté en coupe transversale (jour 9 post-fécondation).

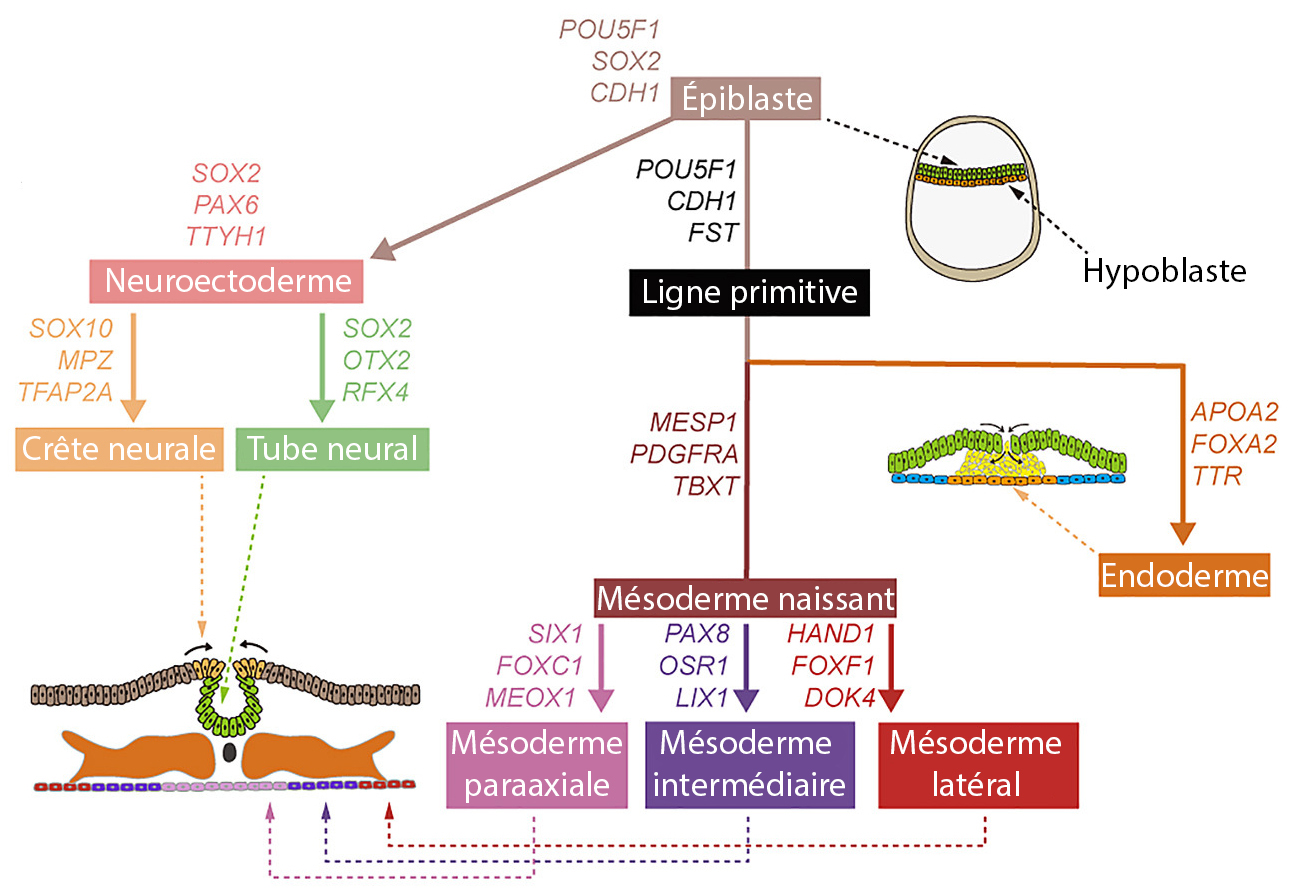
Représentation schématique de l'arbre de développement de la gastrulation à partir d'épiblastes. Les gènes de marqueur représentatifs de chaque type de cellule sont notés à côté des flèches.

En anatomie animale, l''épiblaste est, chez les Mammifères, avec le trophectoderme et l’hypoblaste, l'un des trois tissus morphologiquement distincts de l'embryon.
En botanique, l'épiblaste est l'appendice en forme de griffe qui garnit le blaste de certaines graminées.
Quand l'embryon humain sécrète son liquide amniotique, la face dorsale de l'épiblaste, appelé aussi disque embryonnaire, devient le plancher sa cavité amniotique.  
L'épiblaste est composé d’une couche unique de cellules polyédriques. 
Au 4ème jour après la fécondation, l'embryoblaste humain est constitué de son trophoderme entourant sa masse cellulaire interne. La portion la plus épaisse de ce trophectoderme s'implantera dans de la paroi utérine. La face la plus éloignée de l'utérus de cette épaisse couche de trophoderme est tapissée par le disque embryonnaire constitué de l'épiblaste et du mésoderme extra-embryonnaire. Ce disque embryonnaire est constitué d'une seule couche de cellules. La face la plus éloignée de l'utérus de ce disque embryonnaire est elle-même tapissée par l'endoderme primitif. Entre J14 et  J15 ce disque embryonnaire devient, didermique puis tridermique.  
La couche externe, au pôle dorsal, et composé de cellules cylindriques est appelée l'épiblaste (ou ectoblaste primitif), et la couche interne au pôle ventral de cellules cuboïdes l'hypoblaste (endoderme extra-embryonnaire ou entoblaste primitif ou endoderme primitif).  
À partir des cellules de l'épiblaste, dont dérivent une grande partie de l'organisme, se forment l'endoderme, le mésoneuroderme et l'ectoderme. Seules les cellules progénitrices sexuelles proviennent de l'ectoderme extra-embryonnaire aussi à l'origine de l'allantoïde. L'ectoderme donnera l'épiderme et une partie de ses annexes.
Des cellules de l'épiblaste convergent vers l'axe longitudinal dorsal du disque embryonnaire et y forment un bourrelet appelé « ligne primitive ». À partir de celle-ci, les cellules épiblastiques s'enfoncent et se dispersent sous l'épiblaste, transformant le bourrelet en sillon. Selon leur localisation, les cellules épiblastiques connaissent des destins différents :
- Certaines vont s'insérer entre les cellules de l'épiblaste et de l'hypoblaste en formant l'endoderme embryonnaire définitif.
- D'autres se différencient en mésoderme embryonnaire définitif et se glissent l'épiblaste et l'endoderme.
- D'autres cellules de l'épiblaste se différencient en neuroderme ou en crête neurale. Celles qui restent ne se différencient pas et deviennent l'ectoderme embryonnaire définitif, ou épiderme.